# تعافي من الكوارث
التعافي من الكوارث (بالإنجليزية: Disaster recovery ،DR)‏، هي عملية وسياسات وإجراءات تتعلق بالإعداد واسترداد واستمرار البنية التحتية لتكنولوجيا الحيوية لعمل المؤسسة بعد وقوع كارثة طبيعية أو من صنع الإنسان. التعافي من الكوارث هو قسم فرعي من مخطط استمرارية العمل في حين استمرارية العمل تنطوي على التخطيط لحفظ جميع جوانب أداء الأعمال في خضم الأحداث التخريبية، فإن التعافي من الكوارث يركز على أنظمة تكنولوجيا المعلومات أو أي التكنولوجيا التي تدعم وظائف العمل.

## تصنيف الكوارث
تصنف الكوارث إلى فئتين رئيسيتين. الأول هو الكوارث الطبيعية مثل الأعاصير، الفيضانات،الأعاصير أو الزلازل. منع وقوع كارثة طبيعية من الصعب جدا، ويمكن اتخاذ تدابير مثل التخطيط الجيد الذي يتضمن تدابير لتخفيف أو تجنب خسائر. الثاني هي الكوارث من صنع الإنسان. وتشمل انسكاب مواد خطرة، وفشل في البنية التحتية، أو الإرهاب البيولوجي. في هذه الحالات فإن المراقبة والتخطيط لتخفيف وتفادي التأثير لا تقدر بثمن.
تدابير الضبط هي الخطوات أو الآليات التي يمكن القيام بها لخفض أو القضاء على التهديدات المختلفة التي يمنك أن تواجه المؤسسة. هناك أنواع مختلفة من التدابير يمنك تطبيقها في خطة التعافي من الكوارث (DRP).
التخطيط لمواجهة الكوارث هي مجموعة فرعية من عملية أكبر تعرف باسم تخطيط استمرارية الأعمال، وتشمل التخطيط لاستئناف التطبيقات واسترجاع البيانات، وتأمين الاتصالات والأجهزة الإلكترونية مثل (الشبكات) وغيرها من البنية التحتية لتكنولوجيا المعلومات. خطة استمرارية الأعمال (BCP) يتضمن التخطيط للجوانب الغير متعلقة بتكنولوجيت المعلومات ذات الصلة مثل المرافق والاتصالات وحماية السمعة، وينبغي الرجوع إلى قسم خطة التعافي من الكوارث (DRP) منها لاستعادة واستمرار البنية التكنولوجية التحتية.
ويمكن تصنيف تدابير ضبط التعافي من الكوارث إلى ثلاثة أنواع :
- تدابير وقائية - الضوابط الرامية إلى منع حدوث الكارثة.
- تدابير تحققية - الضوابط التي تهدف إلى الكشف عنها أو اكتشاف الأحداث غير المرغوب فيها.
- تدابير تصحيحية - الضوابط الرامية إلى تصحيح أو استعادة النظام بعد كارثة أو حدث.

تدابير خطط التعافي من الكوارث الجيدة تملي أن يتم توثيق هذه الأنواع الثلاثة من الضوابط واختبارها بانتظام.

## إقراء أيضا
- إدارة الطوارئ